# Adobe Creative Suite
Pour les articles homonymes, voir CS2.
Chronologie des versions
Adobe Creative Cloud
Adobe Creative Suite (Adobe CS ou simplement CS) est une suite logicielle de graphisme professionnel commercialisée par Adobe Systems de 2003 à 2012, qui comportait notamment les logiciels Illustrator, Photoshop et InDesign. Disponible sous la forme de licence, cette suite est remplacée par l'offre Creative Cloud uniquement sur abonnement depuis 2012. 
La dernière version de Creative Suite, Adobe Creative Suite 6 (CS6), a été lancée lors d'une sortie le 23 avril 2012 et publiée le 7 mai 2012. CS6 a été le dernier des outils de conception d'Adobe à être physiquement livré sous forme de logiciel en boîte car le modèle pour les futures versions et mises à jour serait livré uniquement par téléchargement.

## Applications
Vous trouverez ci-dessous une brève description des principales applications des différentes éditions d'Adobe Creative Suite. Chaque édition peut venir avec tout ou partie de ces applications.
- Adobe Acrobat crée, édite et gère des documents en format PDF (Portable Document Format).
- Adobe After Effects est un logiciel de graphisme animé et de compositing publié par Adobe Systems. Il est souvent utilisé dans la postproduction cinématographique et vidéo.
- Adobe Audition est un éditeur audio numérique. Il a plus de fonctionnalités d'édition que son frère, Adobe Soundbooth.
- Adobe Bridge est une application de gestion d'image et de gestion d'actifs numériques. Il dispose d'une intégration limitée avec d'autres applications Adobe, mais il n'a aucune capacité d'édition.
- Adobe Contribute est un éditeur HTML et un système de gestion de contenu. Il permet à une grande variété de personnes au sein d'une organisation de mettre à jour des pages Web.
- Adobe Device Central permet de prévisualiser et de tester des pages Web, des images raster et du contenu vidéo numérique pour les appareils mobiles.
- Adobe Dreamweaver est un éditeur HTML orienté vers le développement web professionnel.
- Adobe Dynamic Link intègre After Effects avec Premiere Pro et Encore, ce qui permet de transférer les fichiers entre les deux sans devoir les modifier.
- Adobe Encore est une application de création de DVD spécialisée. Il convertit la sortie d'Adobe Premiere et d'Adobe After Effects en un format adapté aux lecteurs DVD et Blu-ray. Les fichiers sont automatiquement transcodés en vidéo MPEG-2 ou H.264 / MPEG-4 AVC et audio Dolby Digital. Les menus DVD et Blu-ray peuvent être créés et édités dans Adobe Photoshop en utilisant des techniques de superposition.
- Adobe Fireworks est un éditeur de graphiques abandonné pour les concepteurs Web. Il pouvait créer des contenus interactifs (par exemple, des boutons qui changent de forme lorsque le curseur de la souris est placé sur) et des animations.
- Adobe Flash Professional (maintenant Adobe Animate dans le cadre de Creative Cloud), un programme de création multimédia utilisé pour créer des applications Web, jeux flash, films et widgets mobiles dans le format éponyme d'Adobe Flash. Ses fonctionnalités comprenaient un langage de script appelé ActionScript et le streaming bidirectionnel de l'audio et de la vidéo numériques.
- Adobe Flash Catalyst, un outil de conception d'interaction qui permet aux utilisateurs de transformer des illustrations Adobe Photoshop, Illustrator et Fireworks en projets Adobe Flash interactifs sans écrire de code. Flash Catalyst a été abandonné en 2012 (CS 5.5) et non inclus dans CS6.
- Adobe Flash Builder, anciennement Adobe Flex Builder, est un environnement de développement intégré (IDE) basé sur la plate-forme Eclipse, conçu pour le développement d'applications Internet riches et d'applications bureautiques multiplateformes au format Adobe Flash.
- Adobe GoLive est un éditeur HTML discontinu orienté vers le développement web professionnel. Il a été abandonné en faveur d'Adobe Dreamweaver.
- Adobe Illustrator est un outil d'illustration et de conception de graphiques vectoriels.
- Adobe ImageReady est un éditeur de graphiques abandonné pour les concepteurs Web. Il a été abandonné en faveur de Fireworks.
- Adobe InDesign est une application de publication assistée par ordinateur.
- Adobe Media Encoder est une application de transcodage conçue pour les utilisateurs d'Adobe Premiere Pro et d'Adobe After Effects. Il produit des fichiers vidéo adaptés au téléchargement vers des services de partage de vidéos (y compris YouTube) et des réseaux sociaux. C'est un logiciel gratuit.
- Adobe OnLocation est un logiciel d'enregistrement et de surveillance directe sur disque.
- Adobe Prelude est un outil d'importation (ingestion), de révision et de journalisation de médias sans bande.
- Adobe Photoshop est un éditeur de graphiques point par point. Une grande partie de ses fonctionnalités sont orientées vers l'édition et la retouche de photographies numériques. Cependant, il est également capable d'éditer des images vidéo numériques, de rendre du texte, de modéliser en 3D et de développer des contenus pour le web.
- Adobe Premiere Pro est une application de montage vidéo en temps réel basée sur une chronologie. Premiere est optimisé pour travailler sur des ordinateurs avec plus d'un processeur, cartes graphiques et moniteurs d'ordinateur. Il prend en charge la caméra numérique contemporaine et les flux de cartes de capture, ainsi que leurs formats de fichiers, en entrée.
- Adobe Soundbooth est un éditeur audio numérique. Il a moins de capacités que son frère, Adobe Audition.
- Adobe SpeedGrade est une application de classement des couleurs qui s'intègre à Adobe Premiere
- Adobe Story est une application de scénarisation, de planification de production et de création de rapports.
- Adobe Ultra est une application de composition de clé chroma abandonnée ; il supprime l'arrière-plan de la vidéo généralement enregistrée sur un écran bleu ou vert et le combine avec un autre fond vidéo. Adobe Ultra est uniquement disponible dans le package CS3. Il est ensuite incorporé dans Adobe Premiere Elements et Adobe Visual Communicator. Les versions ultérieures d'Adobe Premiere Pro et d'Adobe After Effects intègrent des fonctionnalités de composition de clé de chrominance.
- Adobe Version Cue est un système de contrôle des révisions permettant de maintenir plusieurs révisions des travaux entre les équipes.

Les applications de la famille Creative Suite pouvaient accéder à un service de photographie de stock appelé Adobe Stock Photos avant que le service ne soit interrompu en 2008. En 2015, après l'acquisition de la société Microstock Fotolia, Adobe a de nouveau lancé un service de photographie de stock appelé Adobe Stock avec son service Creative Cloud,,.

## Éditions
Les applications de Creative Suite sont vendues par Adobe dans plusieurs combinaisons différentes appelées « éditions », notamment :
- Adobe Creative Suite 6 Design Standard est une édition de la gamme de produits Adobe Creative Suite 6 destinée aux professionnels de l'impression, du Web, des concepteurs interactifs et mobiles.
- Adobe Creative Suite 6 Design et Web Premium est une édition de la gamme de produits Adobe Creative Suite 6 destinés aux concepteurs et développeurs Web professionnels.
- Adobe Creative Suite 6 Production Premium est une édition de la gamme de produits Adobe Creative Suite 6 destinés aux professionnels de la postproduction multimédia et vidéo qui créent des projets pour le film, la vidéo, la diffusion, le Web, les DVD, les disques Blu-ray et les mobiles. dispositifs.
- Adobe Creative Suite 6 Master Collection contient les applications de toutes les éditions.

| Adobe Creative Suite 6            | Adobe Creative Suite 6 | Adobe Creative Suite 6   | Adobe Creative Suite 6 | Adobe Creative Suite 6 |
| Applications                      | CS6 Design Standard    | CS6 Design & Web Premium | CS6 Production Premium | CS6 Master Collection  |
| --------------------------------- | ---------------------- | ------------------------ | ---------------------- | ---------------------- |
| Photoshop CS6                     | Oui                    |                          |                        |                        |
| Photoshop CS6 Extended            |                        | Oui                      | Oui                    | Oui                    |
| Illustrator CS6                   | Oui                    | Oui                      | Oui                    | Oui                    |
| InDesign CS6                      | Oui                    | Oui                      |                        | Oui                    |
| Acrobat X Pro                     | Oui                    | Oui                      |                        | Oui                    |
| Flash Professional CS6            |                        | Oui                      | Oui                    | Oui                    |
| Dreamweaver CS6                   |                        | Oui                      |                        | Oui                    |
| Fireworks CS6                     |                        | Oui                      |                        | Oui                    |
| Premiere Pro CS6                  |                        |                          | Oui                    | Oui                    |
| After Effects CS6                 |                        |                          | Oui                    | Oui                    |
| Audition CS6                      |                        |                          | Oui                    | Oui                    |
| SpeedGrade CS6                    |                        |                          | Oui                    | Oui                    |
| Prelude CS6                       |                        |                          | Oui                    | Oui                    |
| Encore CS6                        |                        |                          | Oui                    | Oui                    |
| Bridge CS6                        | Oui                    | Oui                      | Oui                    | Oui                    |
| Media Encoder CS6                 | Oui                    | Oui                      | Oui                    | Oui                    |
| Flash Builder 4.6 Premium Edition |                        |                          |                        | Oui                    |